# Place de la Madeleine
La Place de la Madeleine es una plaza situada en el Distrito 8 de París, Francia, llamada así en honor a la Iglesia de la Madeleine.

## Historia

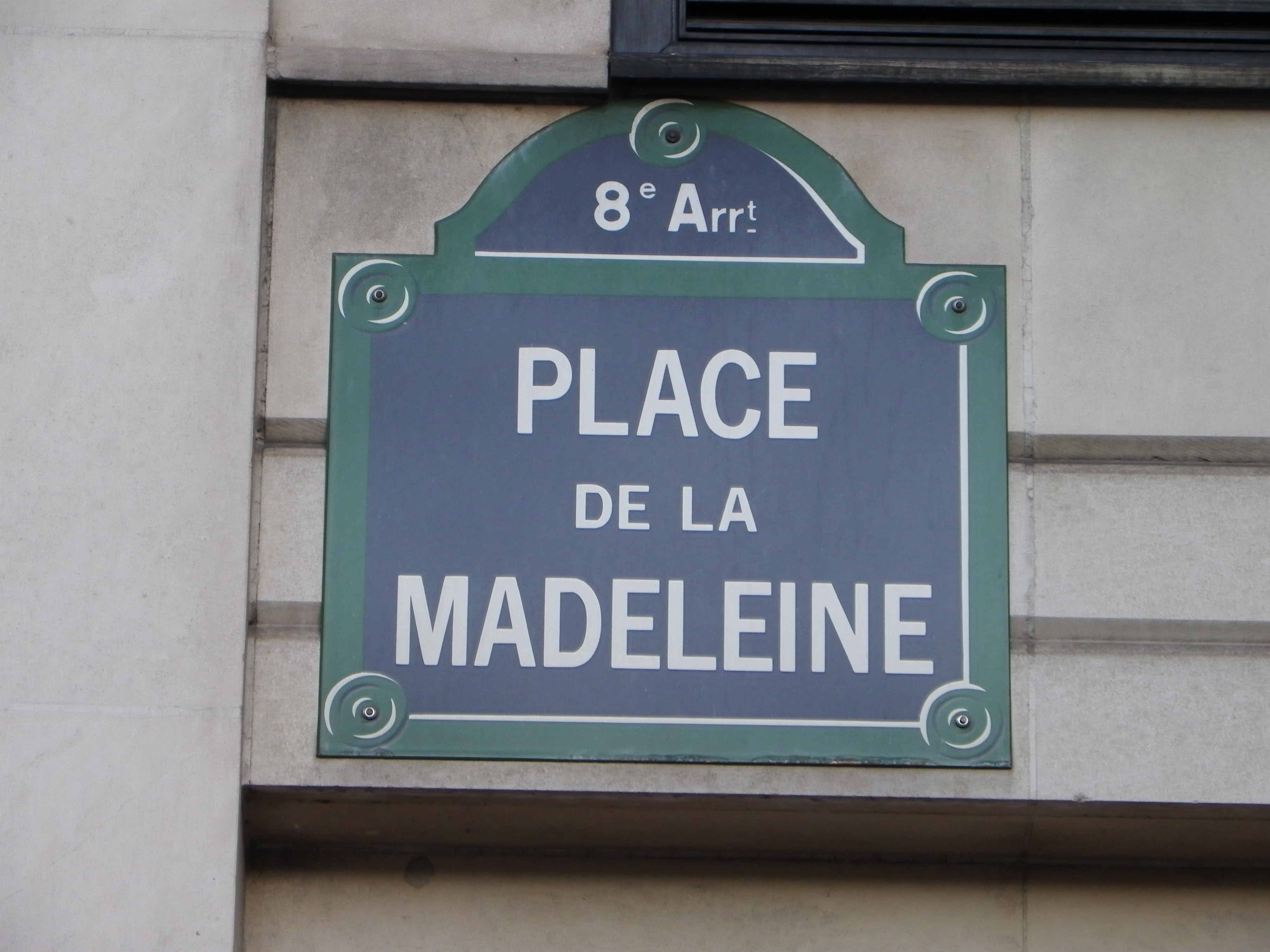
Placa de la Place de la Madeleine de París.

La Place de la Madeleine se creó en 1815 sobre terrenos pertenecientes a la antigua Iglesia de la Madeleine que se situaba probablemente en el emplazamiento del actual número 8 del Boulevard Malesherbes, en la esquina de la Rue Pasquier y la Rue de la Ville-l'Évêque.
La Iglesia de la Madeleine ocupa el emplazamiento del Hôtel de Chevilly, que databa de 1728 y se situaba en la Rue Basse-du-Rempart (absorbida en el Boulevard des Capucines).
La Place de la Madeleine estaba decorada con dos fuentes, obras de Gabriel Davioud. Una de estas fuentes, situada frente al número 7, se trasladó en 1903 a la Place Santiago du Chili (en el Distrito 7) en el cruce de la Avenue de La Motte-Picquet y el Boulevard de Latour-Maubourg, para ceder su sitio a una estatua de Jules Simon. La otra fuente, situada al otro lado de la plaza, cerca de la galería de la Madeleine, se trasladó hacia 1910 al centro de la Place François-Ier para hacer sitio a un monumento a Victorien Sardou.
Esta plaza está servida por la estación Madeleine del Metro de París.

## Edificios de interés

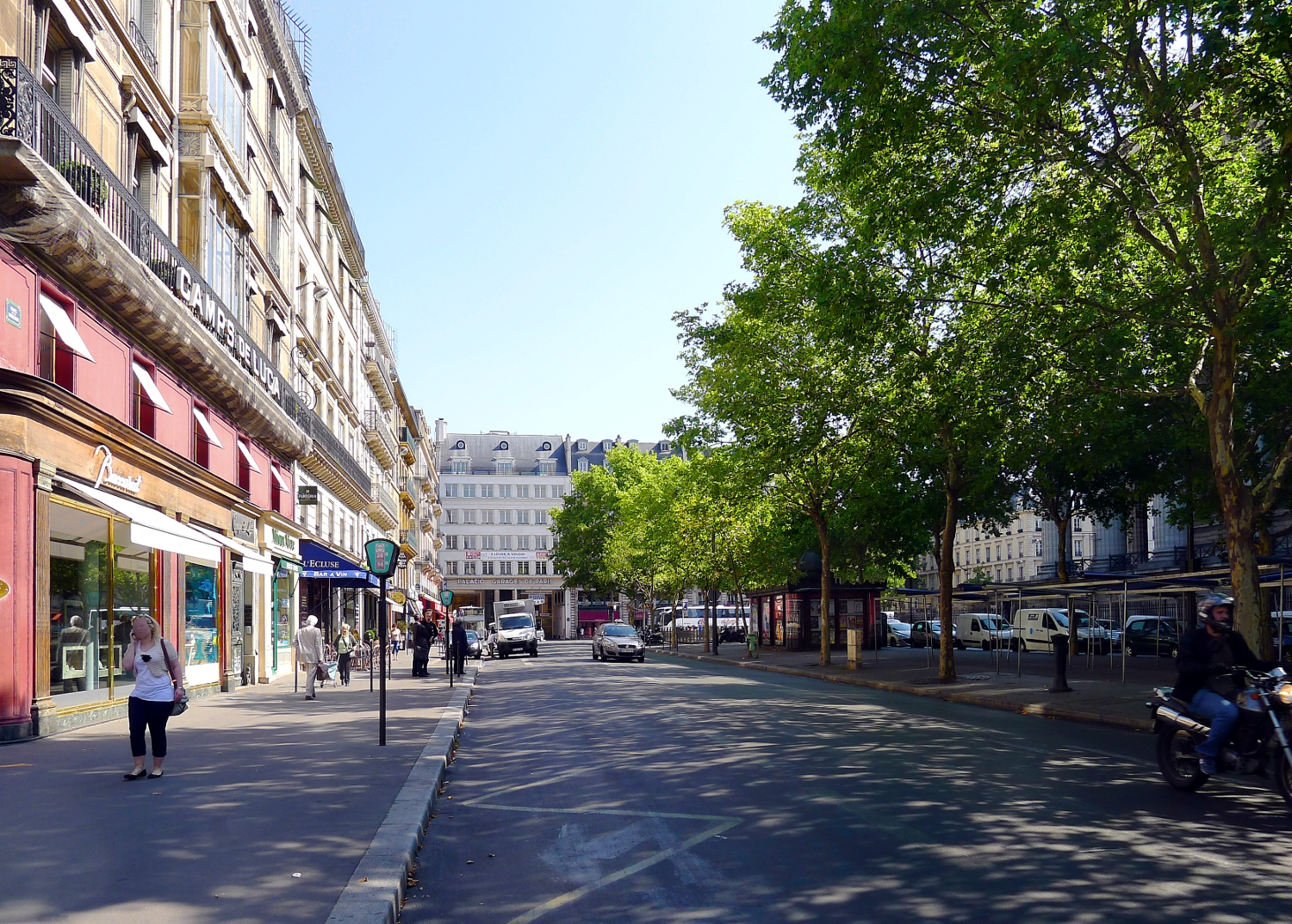
Oeste.
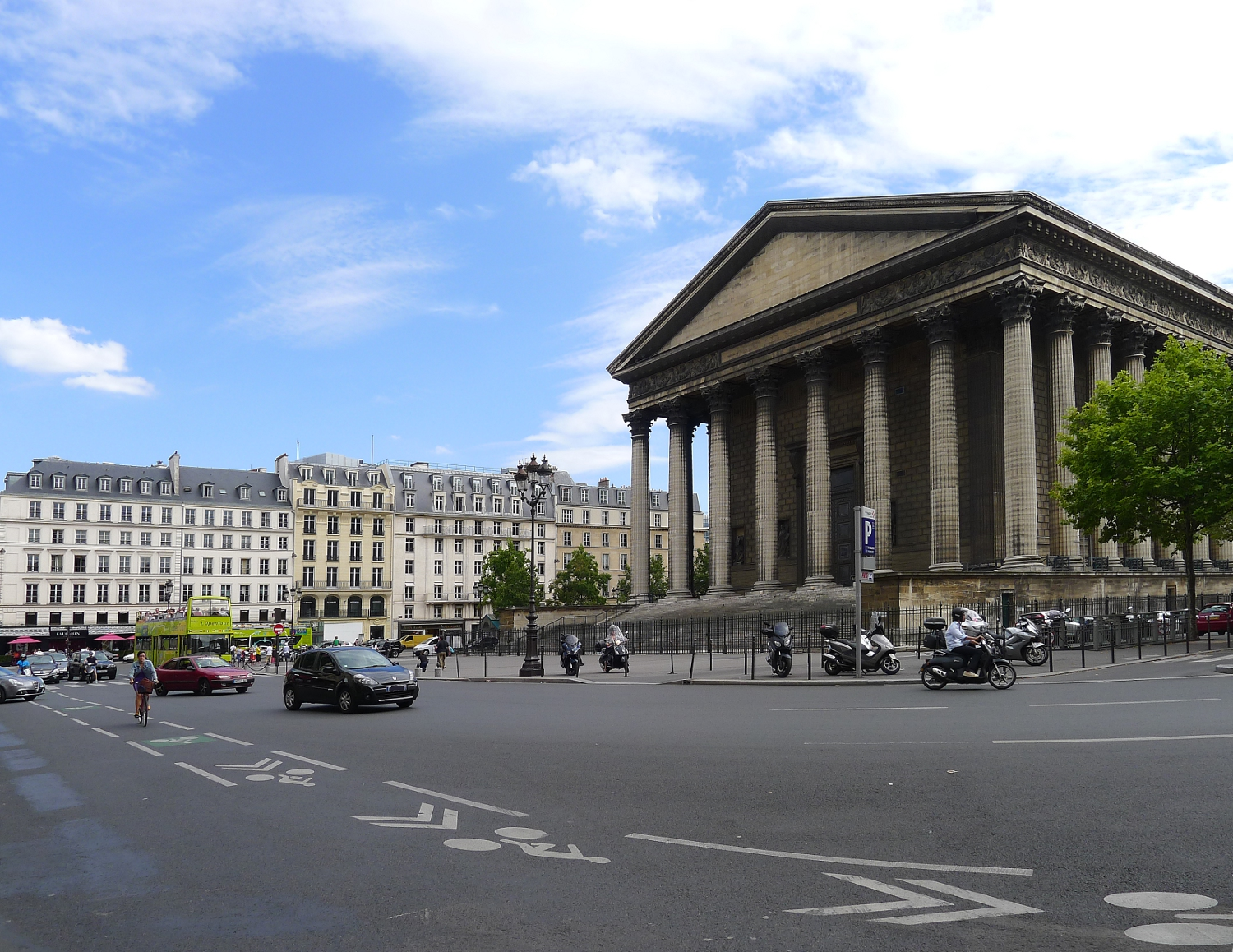
Norte.
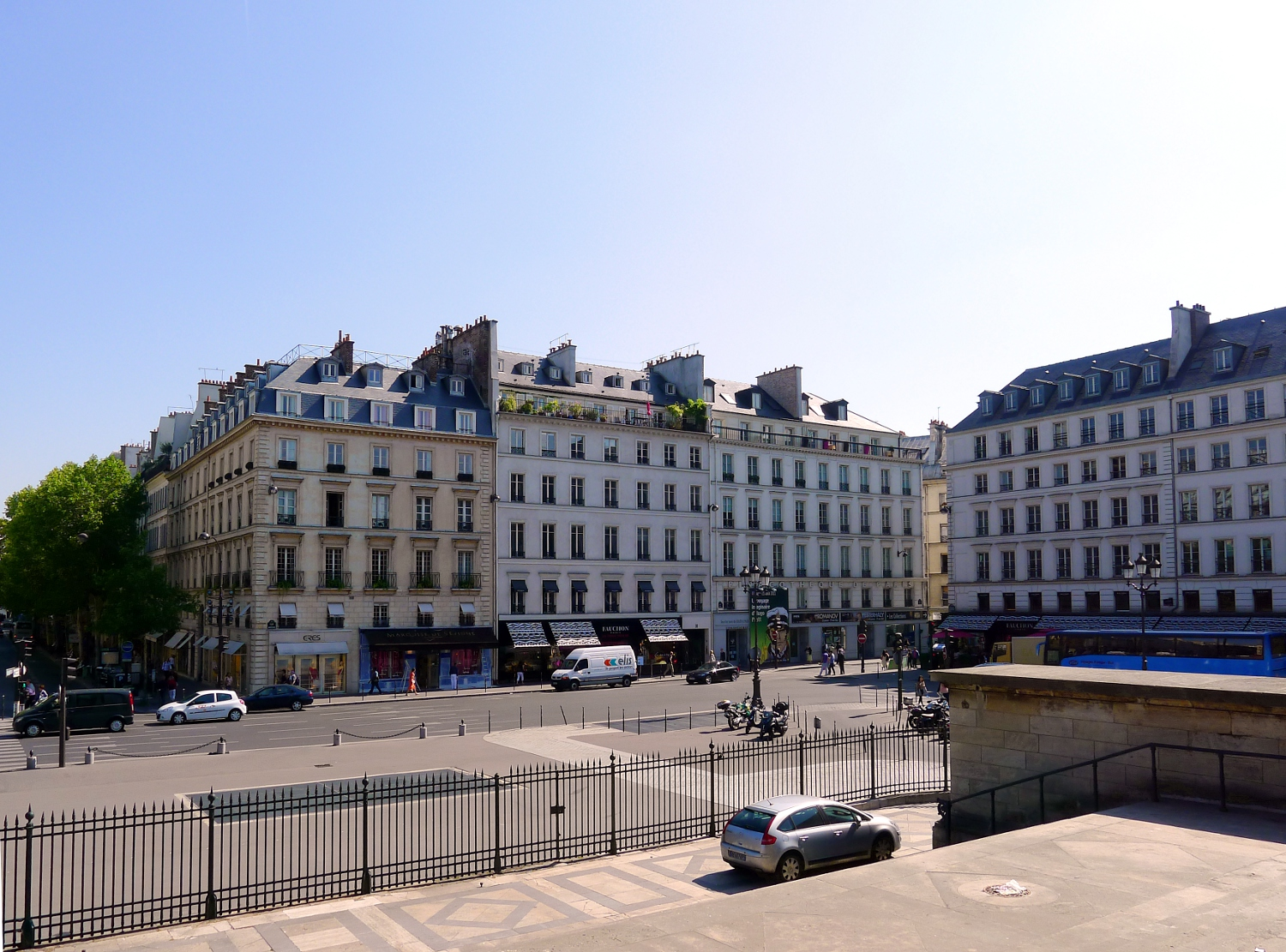
Nordeste.
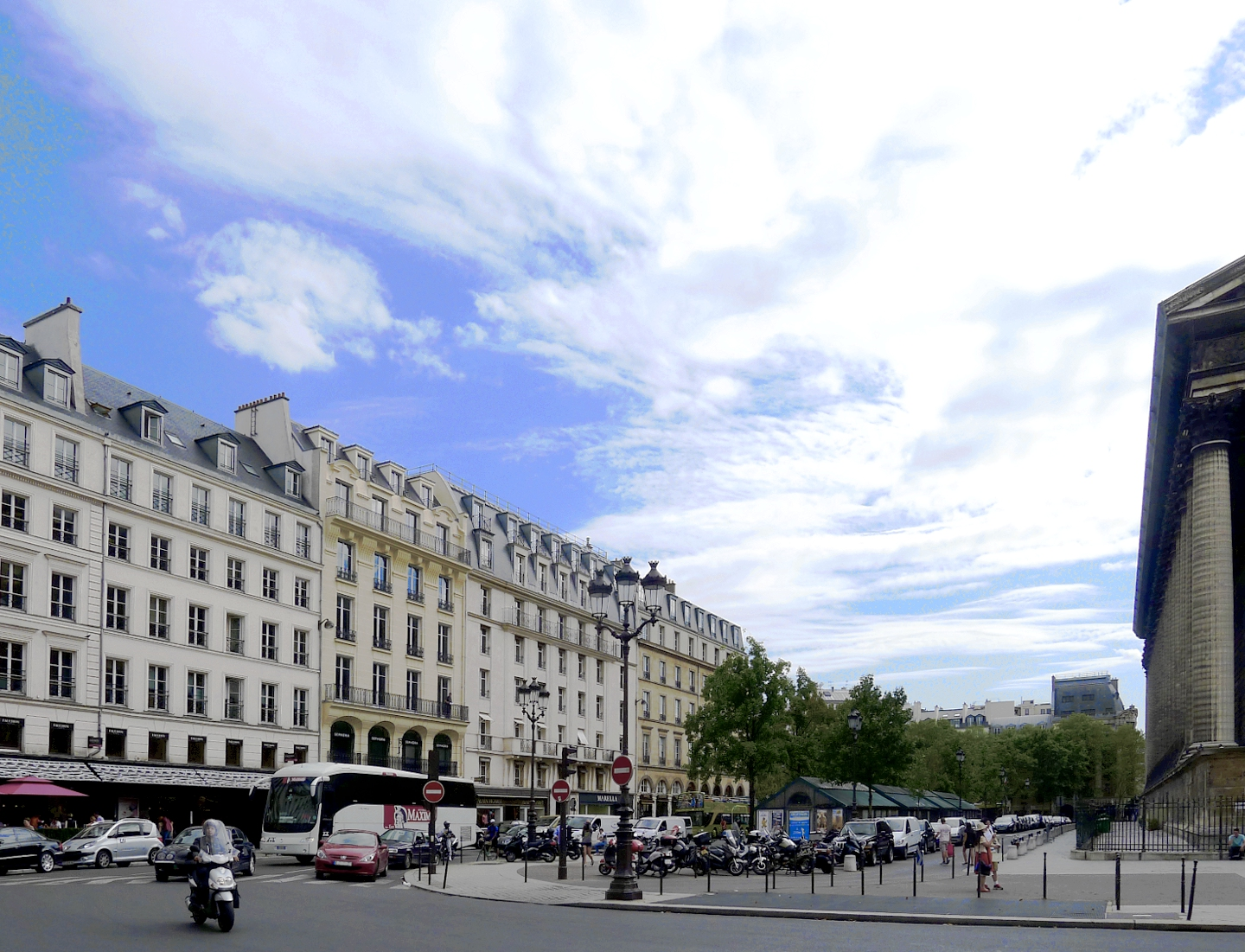
Este.

- Nº 2 : Este inmueble albergó a principios del siglo XX el célebre restaurante Durand, donde se reunían en 1848 los diputados de la oposición y que tuvo su momento de gloria con el boulangismo. Más tarde, también lo frecuentaron Zola y Jean Jaurès.
- Nº 3: Destacable edificio construido en 1842 por Théodore Charpentier. Los fotógrafos Otto Wegener y Eugène Pirou tuvieron su estudio en el número 3 en 1900. El estilista Nino Cerruti instaló aquí su tienda de alta costura en 1967.
- Nº 4: El compositor Camille Saint-Saëns (1835-1921) habitó en este edificio.
- Nº 7: El filósofo y político Jules Simon (1814-1896) habitó durante medio siglo en este inmueble, donde murió.[2] Su estatua en mármol blanco frente a este edificio fue erigida en 1903 por Denys Puech y Georges Scellier de Gisors.[3] Posteriormente fue transportada a la Place du Guatemala. Asimismo, han habitado en este inmueble el historiador Amédée Thierry (1797-1873) entre 1820 y 1829, el dramaturgo Henri Meilhac (1831-1897) y Adrien Hébrard (1833-1914), director del periódico Le Temps. Por último, este edificio alberga la tienda del célebre orfebre Odiot.
- Nº 9: Edificio decorado con esculturas de Jean-Baptiste-Jules Klagmann. Alberga:
  - La Galerie de la Madeleine, pasaje cubierto que conecta la Place de la Madeleine con la Rue Boissy-d'Anglas. Su construcción empezó en 1840 y terminó en 1845 por el arquitecto Théodore Charpentier.
  - El restaurante Lucas-Carton: En 1732, Robert Lucas abrió una Taverne anglaise donde servía embutidos y pudding. El Restaurant Lucas fue comprado en 1890 por Scaliet, quien hizo crear hacia 1904-1905 su extraordinaria decoración art nouveau, atribuida según algunos a Louis Majorelle y según otros a Étienne de Gounevitch.[4] En 1925, el restaurante pasó a Francis Carton, que lo rebautizó Lucas-Carton. Se crearon siete pequeños salones en la primera plaznta, accesibles desde el Passage de la Madeleine. En 2005, el restaurante, redecorado por Noé Duchaufour-Lawrance, fue rebautizado Senderens por su propietario, el célebre cocinero Alain Senderens, en 1985.
  - Jean Cocteau residió en este edificio junto con Jean Marais en la primavera de 1938.[5]

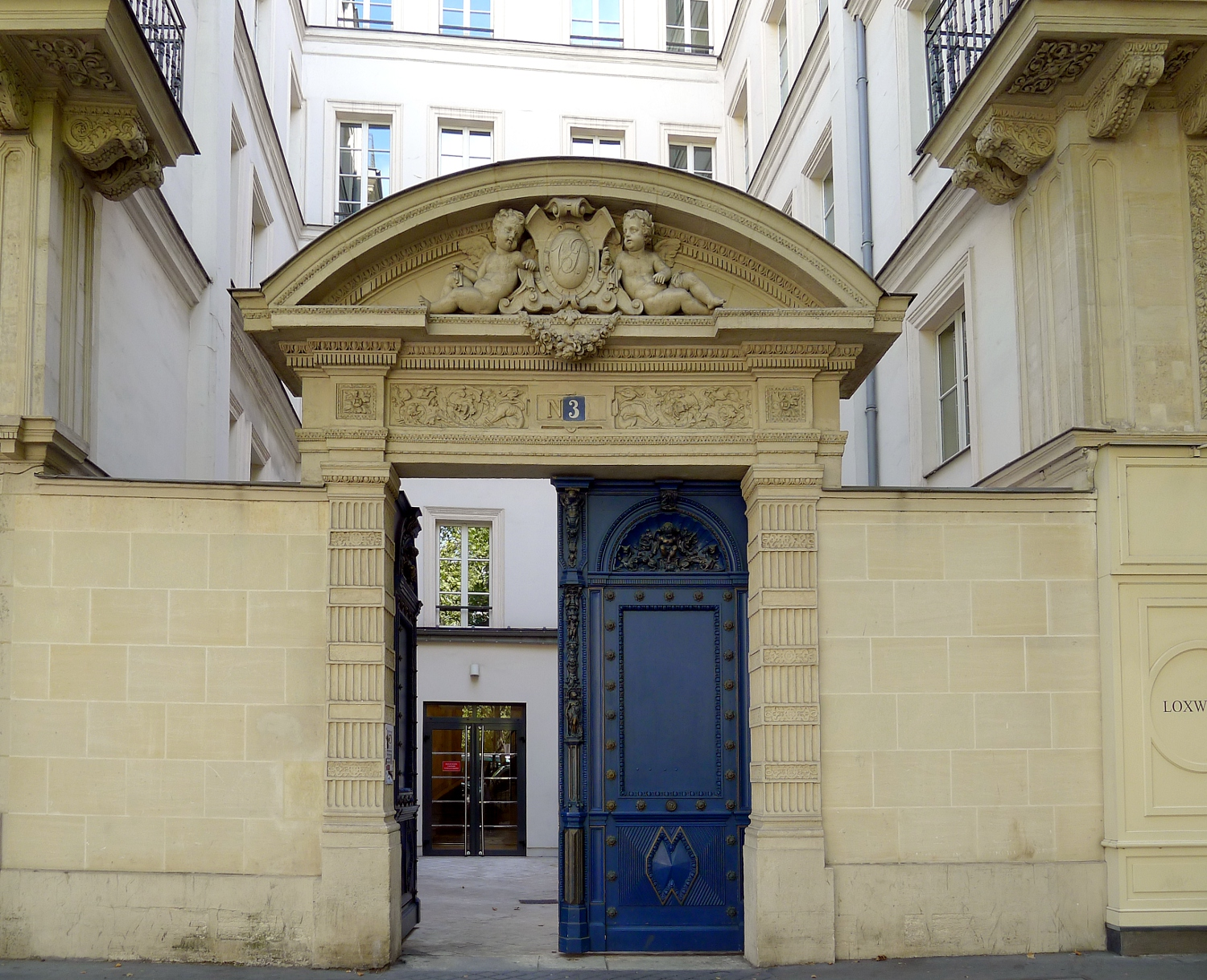
Edificio en el n°3.
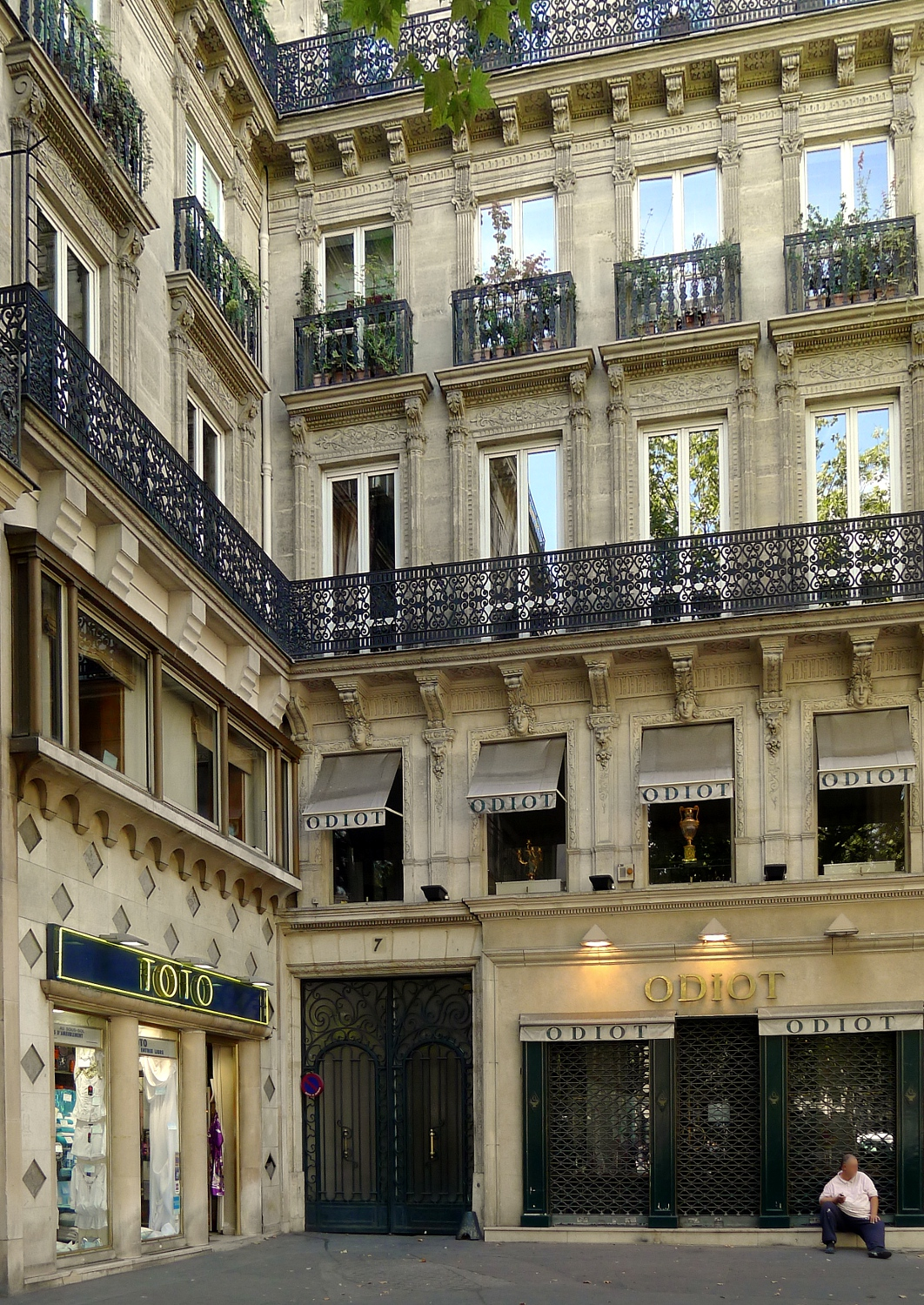
Edificio en el n°7.
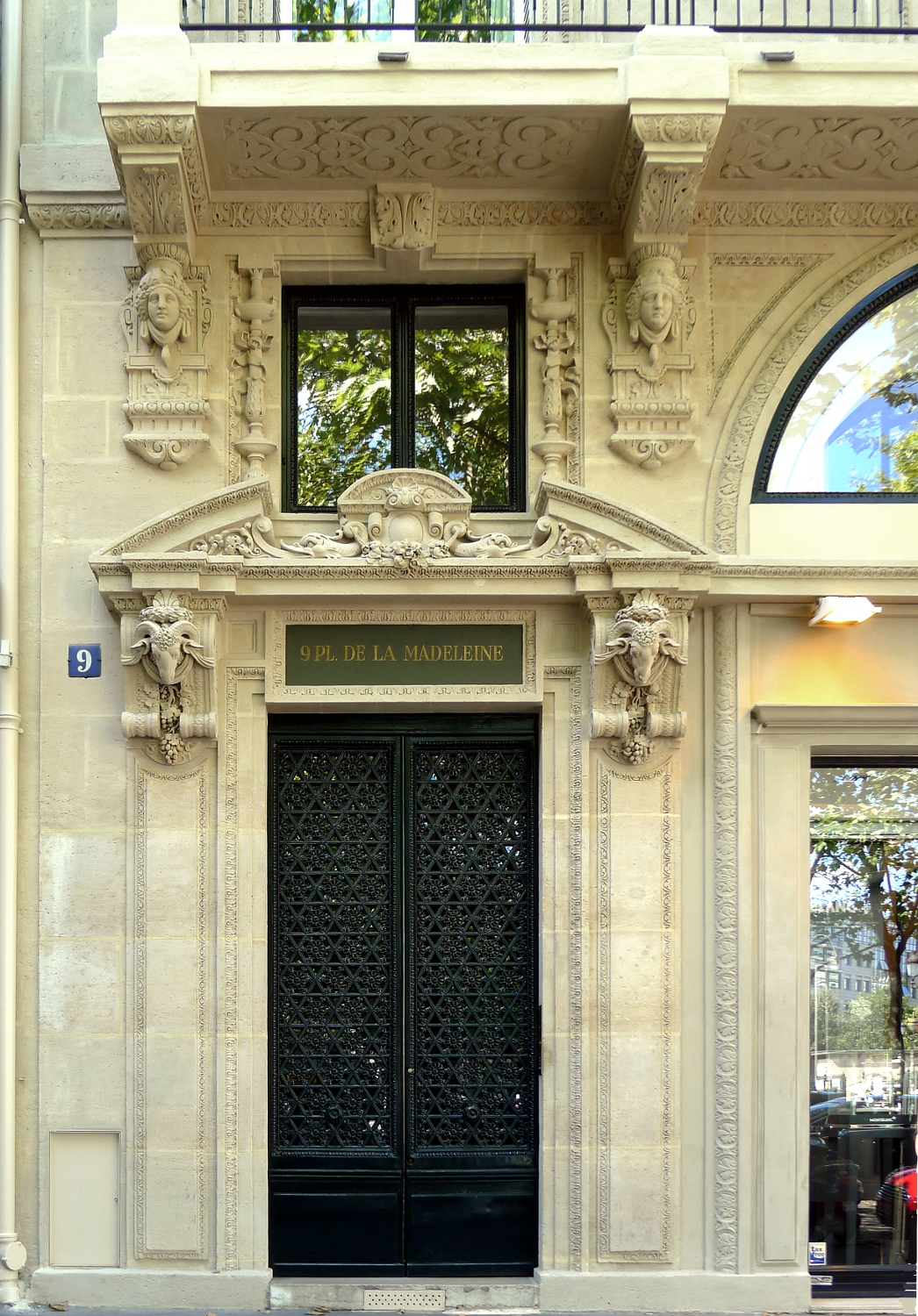
Edificio en el n°9.
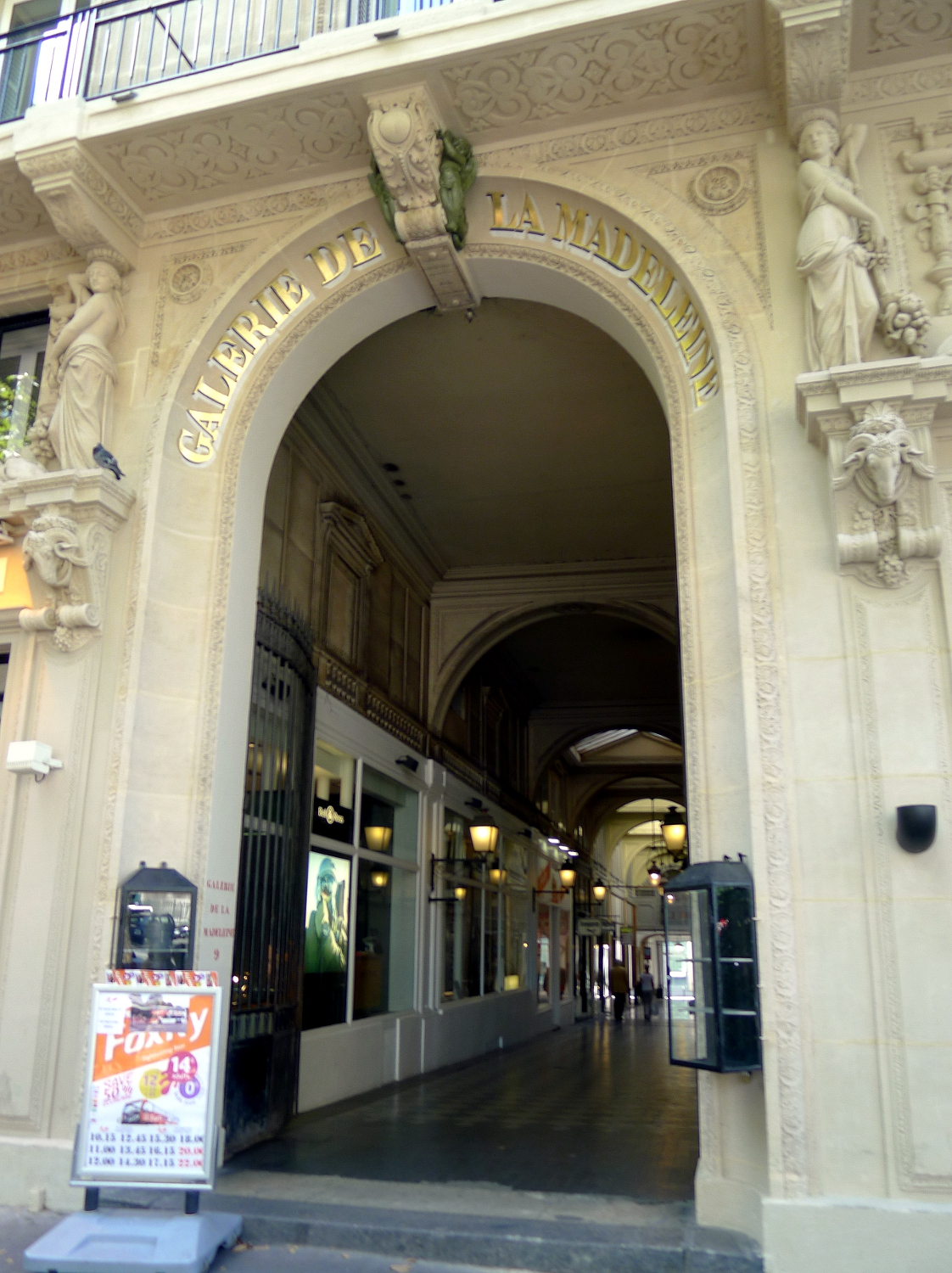
Edificio en el n°9: entrada de la Galerie de la Madeleine.
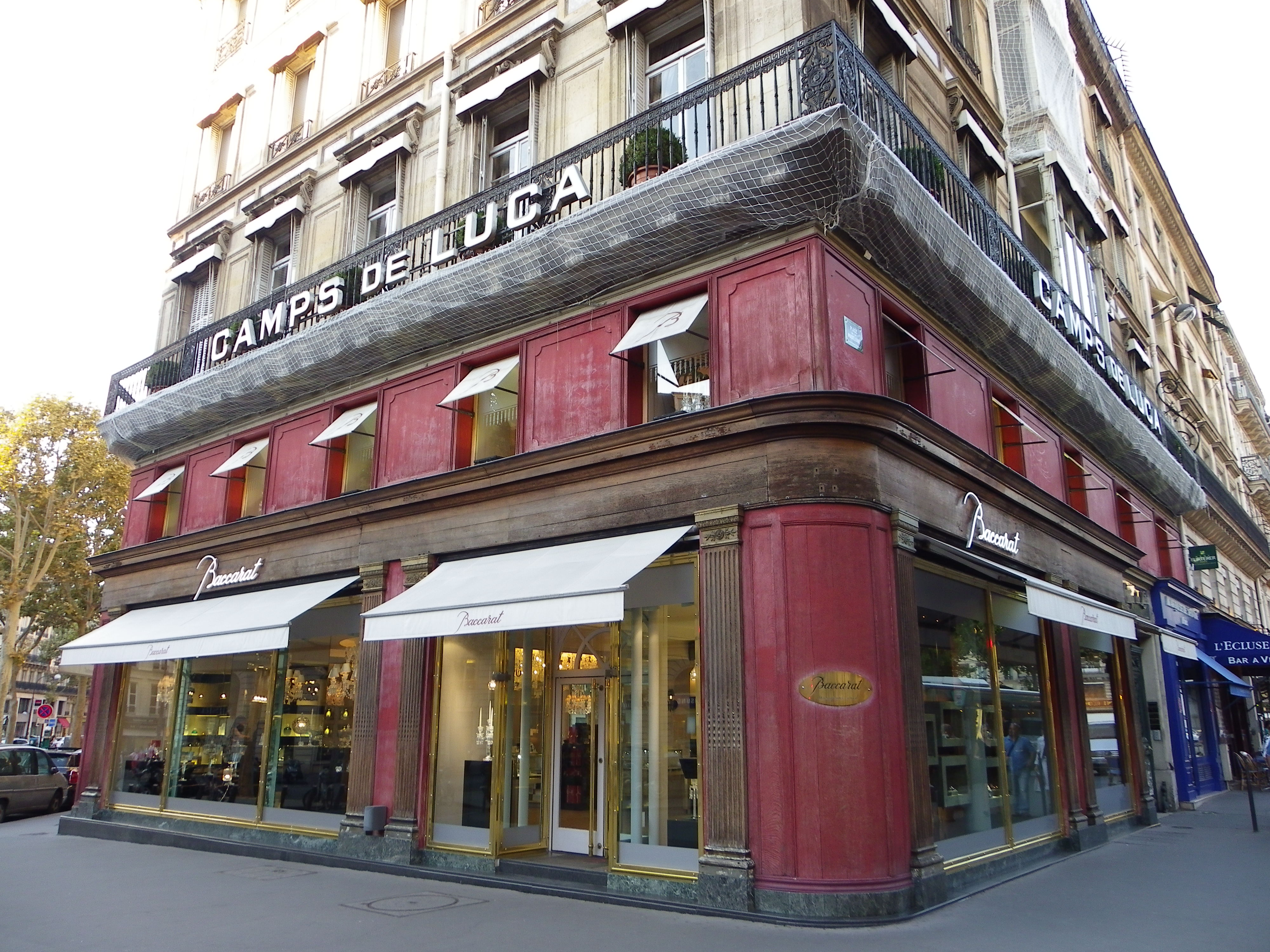
Edificio en el n°11: boutique Baccarat.

- Nº 16: El Lavatory Madeleine, declarado monument historique en 2011.[6]
- Nº 17 : El escritor André Rivoire (1872-1930) residió en este edificio. También alberga la casa de té Mariage Frères.
- Nº 18 : El diseñador Lucien Lelong (1889-1958) tuvo su tienda de moda en este edificio entre 1918 y 1924.
- Nº 21: El Passage de la Madeleine, Abierto en 1815 con el nombre de Passage de la Ville-l'Évêque. También alberga la charcutería Hédiard, fundada en 1854 por Ferdinand Hédiard (1832-1898).
- Nº 27: Garaje construido en lugar del mercado de la Madeleine, construido en 1834 en los terrenos de la Compagnie Chabert.
- Nº 28: Pinacothèque de Paris, galería privada de exposiciones temporales abierta en junio de 2007.

- Oeste.
- Norte.
- Nordeste.
- Este.

## La plaza y el arte

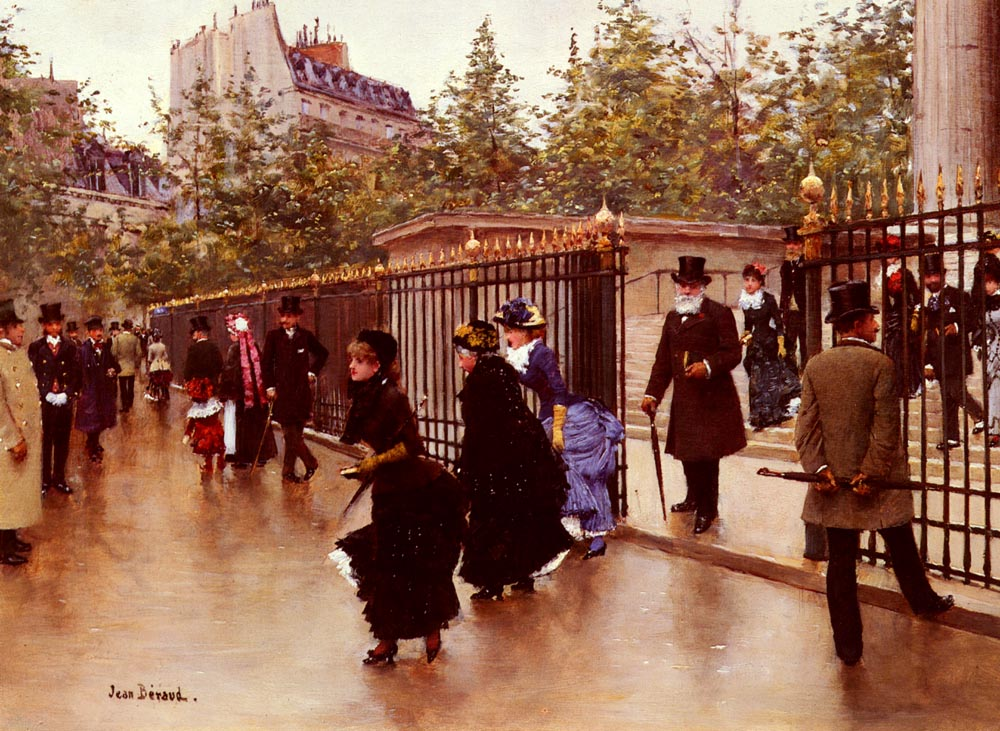
Sortant De La Madeleine, Paris de Jean Béraud.
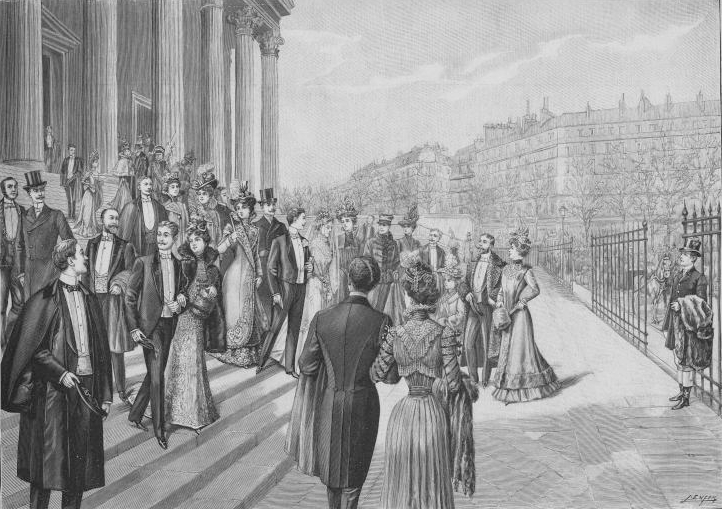
Un grand mariage à la Madeleine, ilustración para Le Figaro illustré, marzo de 1900.
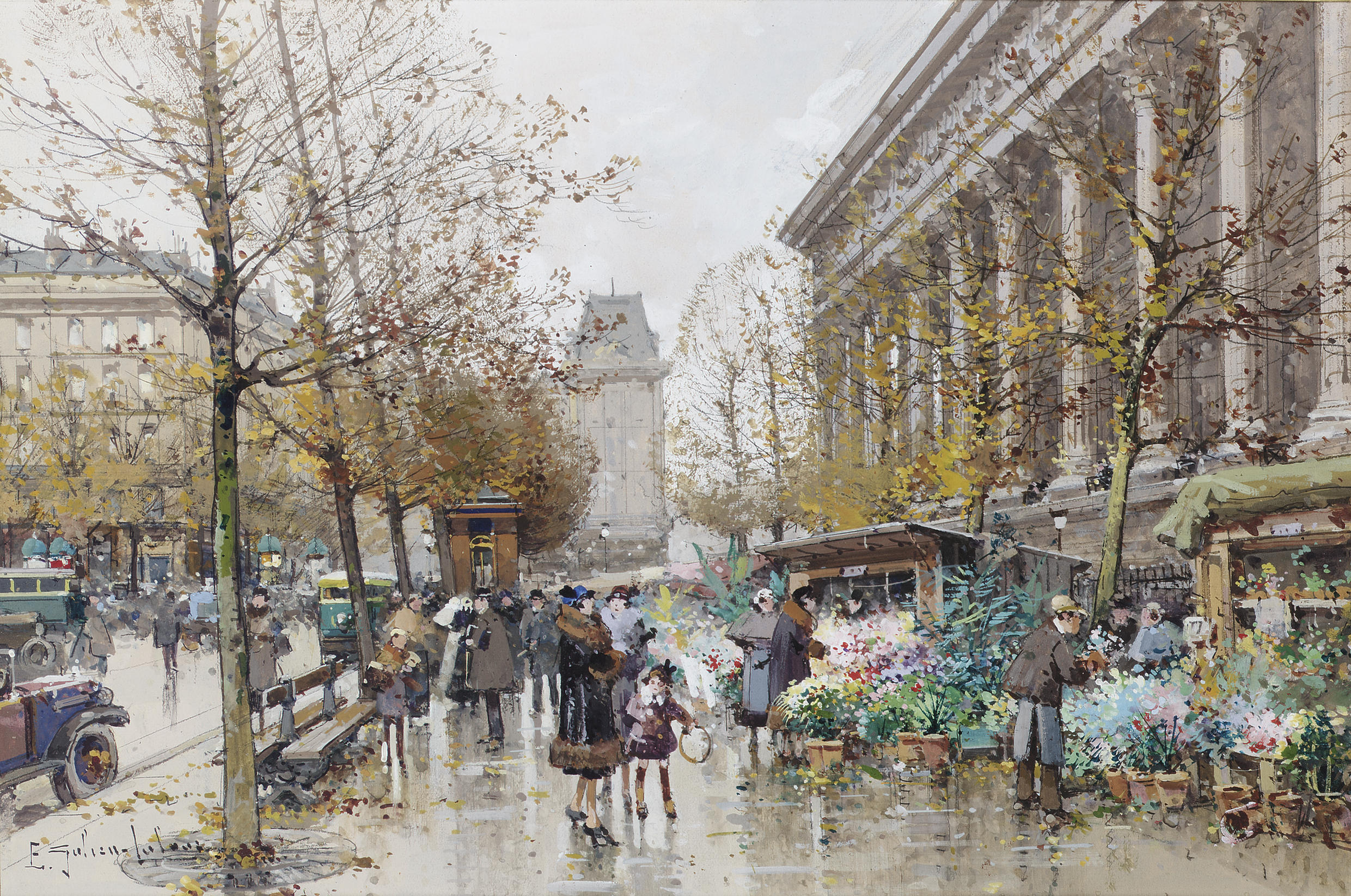
Paris, Marché aux fleurs à la Madeleine de Eugène Galien-Laloue, hacia 1910.
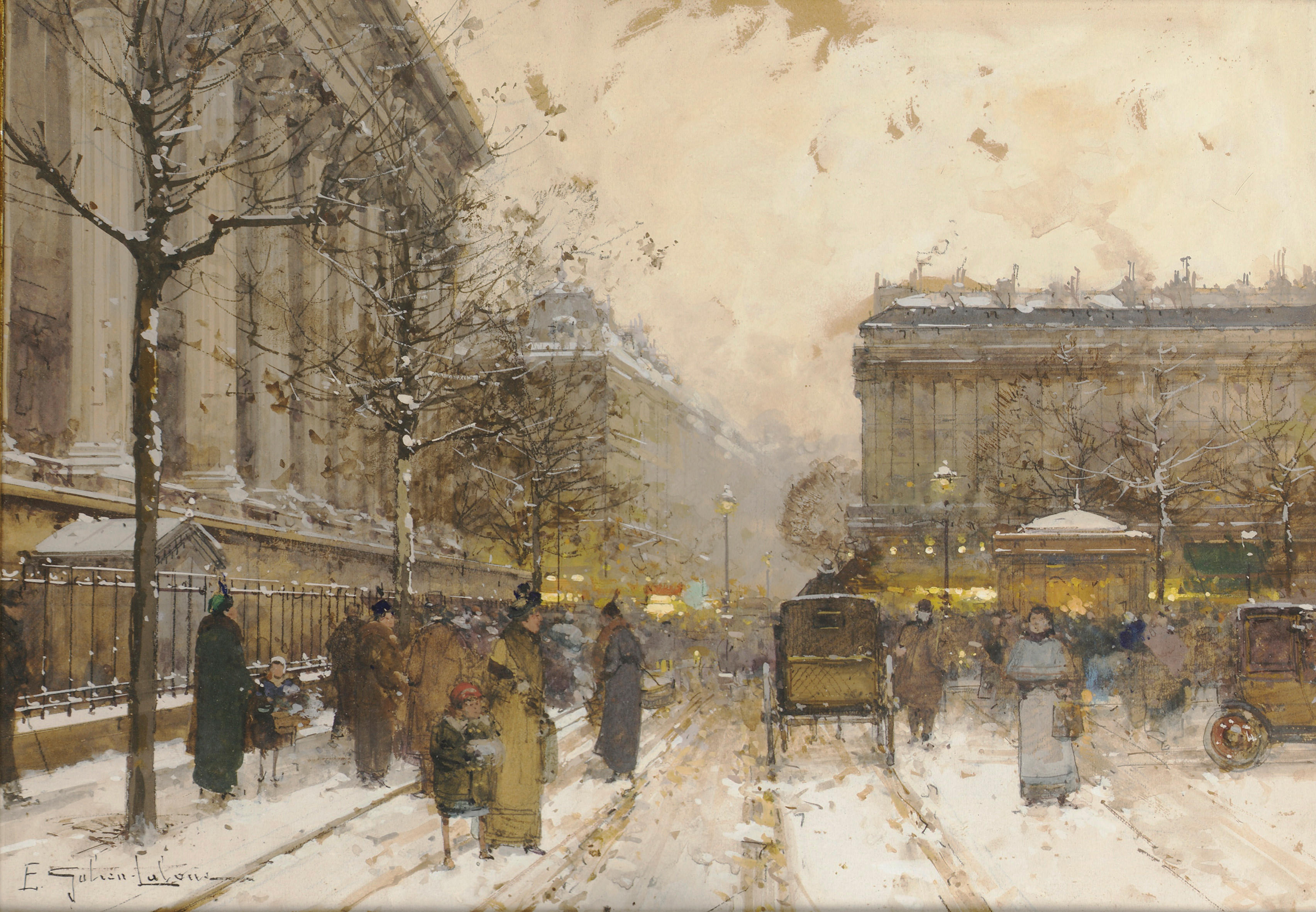
La Madeleine, Paris de Eugène Galien-Laloue, hacia 1910.
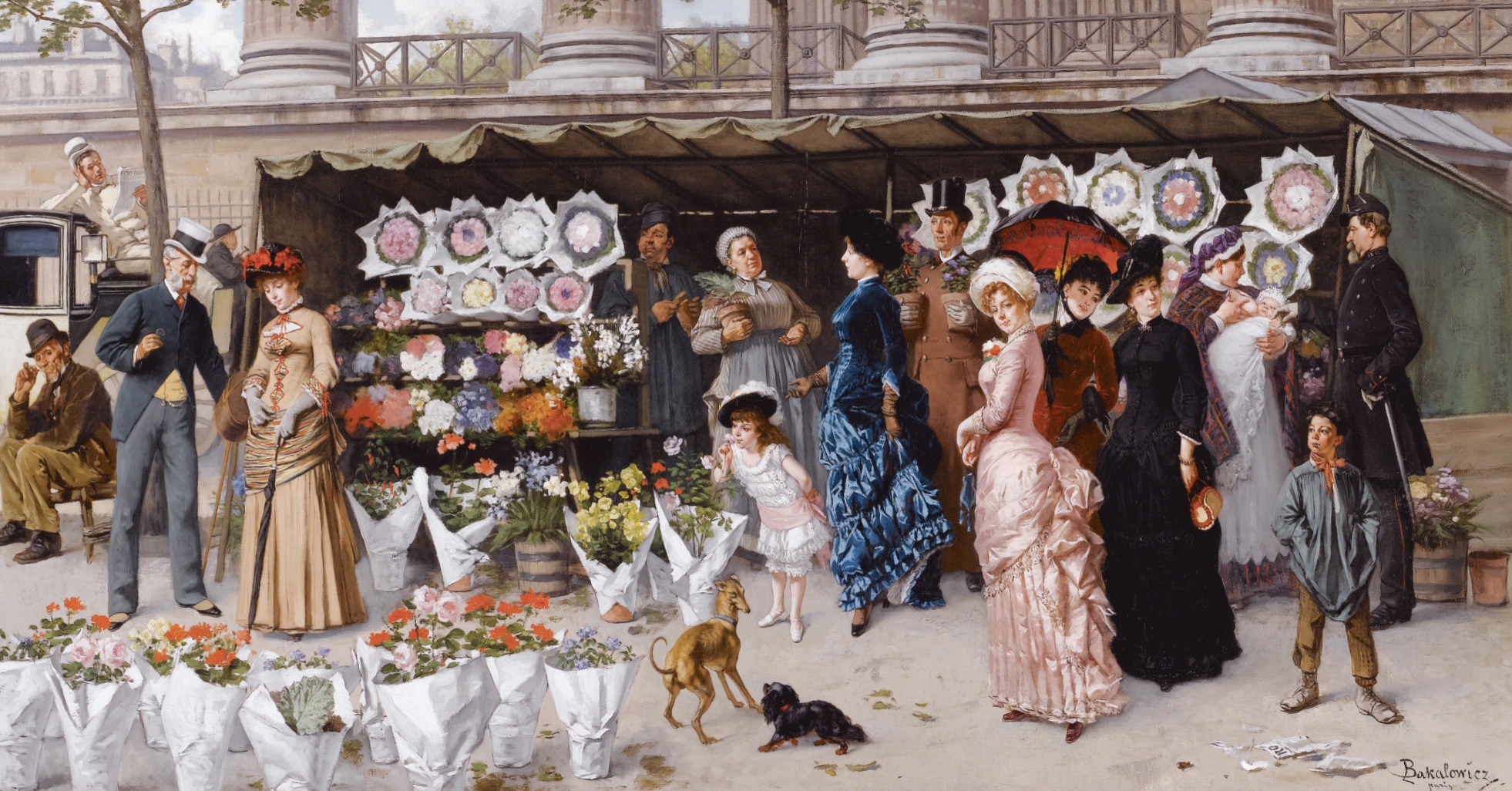
Marche aux Fleurs à la Madeleine de Ladislaus Bakalowicz, antes de 1913.